# Kjustendil
Kjustendil (in bulgaro Кюстендил?; in italiano Custendil, desueto) è un comune bulgaro situato nel distretto di Kjustendil di 74 859 abitanti (dati 2009). La sede comunale è nella località omonima.
La città prende il nome da Costantino Dragaš, il nonno di Costantino XI Paleologo e il bisnonno di Ivan il Terribile; in lingua ottomana significa "terra di Costantino".
A Kyustendil si trova la più grande galleria d'arte della penisola balcanica dedicata a Vladimir Dimitrov, e l'edificio è stato costruito appositamente per una galleria nel 1972.

## Storia
La città è conosciuta principalmente per la sua lunga e ricca storia. Centro balneologico della Bulgaria.
La tribù locale Tracia Dentheletae è alleata di Troia nella guerra di Troia. Nel V-IV secolo a.C. emerse il primo insediamento sul sito della città. L'area intorno alla città si chiama Dentheletika - polacca e montuosa.
Nel periodo del 186 a.C. - 16 a.C. I dentheletae sono alleati dei romani contro il Regno di Macedonia. Nel 55 a.C. Cicerone nell'orazione "De provinciis consularibus" al Senato contro Lucio Calpurnio Pisone Cesonino (console 58 a.C.) critica il governatore romano di Macedonia per la sua imprudente politica di trasformare i denteleti dai sudditi più fedeli di Roma nei nemici più illustri.
Nel 106, Pautalia fu chiamata municipio (storia romana) e acquisì il suo nome - Ulpia Pautalia. Pautalia è la sede preferita dell'esuberanza creativa di Marco Aurelio, che a un certo punto governava l'impero romano dalla città. Dalla fine del II secolo o all'inizio del III secolo Pautalia ha coniato le sue monete di bronzo (finora sono state scoperte più di 900 specie), emesse con diritti della Dinastia dei Severi.
Il forte romano di Pautalia dal II al IV secolo aveva una superficie di oltre 29 ettari (circa 72 acri). Il muro della fortezza era principalmente costituito da blocchi di granito e, insolitamente, la sua facciata era sostenuta da colonne e archi sul retro. La parete è larga 2,5 m, consentendo di montare piccole catapulte in cima.
Una seconda fortezza più piccola con una superficie di 2 ettari fu costruita in città nel IV secolo. Recenti scavi rivelano anche un palazzo vescovile monumentale paleocristiano-tardo romano.
Il periodo tra il VII e il X secolo è oscuro nella storia della città, ed è solo all'inizio dell'XI secolo che il nome bulgaro medievale della città emerge dalle fonti storiche - Velebusdo. Tuttavia, la terra della città era molto famosa e centrale nel X secolo durante il primo impero bulgaro. Il monastero di Rila fu eretto ad est della città e un po' più vicino alla località e al villaggio si trovavano le terre e il palazzo della Cometopuli.
Dopo la fine della metà del XIII secolo la città fu sotto il controllo dell'Impero di Nicea per un po', nel 1282 era già sotto il dominio di Stefan Milutin. La famosa Battaglia di Velebusdo si svolse vicino alla città. Nel XIV secolo la città e il distretto furono governati da Dragaši.
Il periodo dalla conquista di Costantinopoli del 1453 alla fine del XVII secolo fu caratterizzato, nonostante due epidemie di peste e due grandi terremoti, da una grande prosperità della città ottomana, che era capoluogo del sangiaccato di Kjustendil.
Dopo la liberazione della Bulgaria la città entrò nel Principato di Bulgaria e divenne una roccaforte per la liberazione della Macedonia. Durante le due guerre mondiali ecco il quartier generale dell'esercito bulgaro con i comandanti Nikola Žekov e Vladimir Stojčev. Vladimir Stojčev è l'unico generale non dell'Armata Rossa a partecipare alla Parata della vittoria di Mosca del 1945 su invito personale di Stalin.
L'11 aprile 1966, o esattamente 5 anni dopo il primo volo di una persona nello spazio, la città fu visitata da Jurij Gagarin per ricordare il legame tra la storia della città e il fondatore della Russia: lo zar Ivan il Terribile. Dal 1966 la città ha una sua festa il 21 marzo: "la Primavera di Kjustendil".

## Geografia fisica

### Territorio
Il campo di Kyustendil è noto come il frutteto della Bulgaria ed è più popolare con le sue ciliegie. La città è conosciuta come quella degli artisti e dell'arte.

### Clima
|                                            | Gen | Feb | Mar | Apr | Mag | Giu | Lug | Ago | Set | Ott | Nov | Dic | Annuale |
| ------------------------------------------ | --- | --- | --- | --- | --- | --- | --- | --- | --- | --- | --- | --- | ------- |
| Temperature massime medie giornaliere (°C) | 6   | 8   | 14  | 19  | 24  | 28  | 31  | 31  | 26  | 20  | 13  | 7   | 18.9    |
| Temperature minime medie giornaliere (°C)  | −4  | −2  | 1   | 5   | 10  | 13  | 15  | 14  | 11  | 6   | 2   | −3  | 5.7     |
| Precipitazioni totali (mm)                 | 42  | 45  | 42  | 52  | 68  | 65  | 34  | 36  | 38  | 59  | 62  | 65  | 624     |
| Numero medio di giorni di pioggia          | 10  | 9   | 8   | 8   | 9   | 8   | 4   | 4   | 6   | 7   | 8   | 11  | 92      |
| Source: Stringmeteo                        |     |     |     |     |     |     |     |     |     |     |     |     |         |

## Località
Il comune è formato dall'insieme delle seguenti località:
- Kjustendil (sede comunale)
- Bagrenci
- Bersin
- Blatec
- Bobešino
- Bogoslov
- Bunovo
- Vratca
- Girčevci
- Goranovci
- Gorna Brestnica
- Gorna Graštica
- Gorno Ujno
- Gramaždano
- Granica
- Gurbanovci
- Gărbino
- Gărljano
- Gjueševo
- Dvorište
- Doždevitsa
- Dolna Graštica
- Dolno Ujno
- Dolno Selo

- Dragovištica
- Žabokrăt
- Žeravino
- Žilenci
- Ivanovci
- Kamenička Skakavica
- Katrište
- Konjavo
- Kopilovci
- Kopriva
- Kutugerci
- Kăršalevo
- Lelinci
- Leska
- Lisec
- Lozno
- Lomnica
- Mazaračevo
- Nikoličevci
- Novi Čiflik
- Novo Selo
- Piperkov Čiflik
- Poletinci
- Polska Skakavica

- Prekolnica
- Radlovci
- Raždavica
- Ranenci
- Režinci
- Răsovo
- Savojski
- Saždenik
- Skrinjano
- Slokoštica
- Sovoljano
- Stensko
- Tavaličevo
- Tărnovlag
- Tărsino
- Cerovica
- Crešnovo
- Cărvena Jabălka
- Cărvendol
- Cărvenjano
- Čudinci
- Šipočano
- Šiškovci
- Jabălkovo